# Gilford, Nordirland
Gilford är en ort i Storbritannien.   Den ligger i riksdelen Nordirland, i den västra delen av landet, 500 km nordväst om huvudstaden London. Gilford ligger 28 meter över havet och antalet invånare är 1 583.
Terrängen runt Gilford är huvudsakligen platt. Gilford ligger nere i en dal. Runt Gilford är det ganska tätbefolkat, med 116 invånare per kvadratkilometer. Närmaste större samhälle är Craigavon, 8,4 km norr om Gilford. Trakten runt Gilford består i huvudsak av gräsmarker.